# Giorgia Todrani

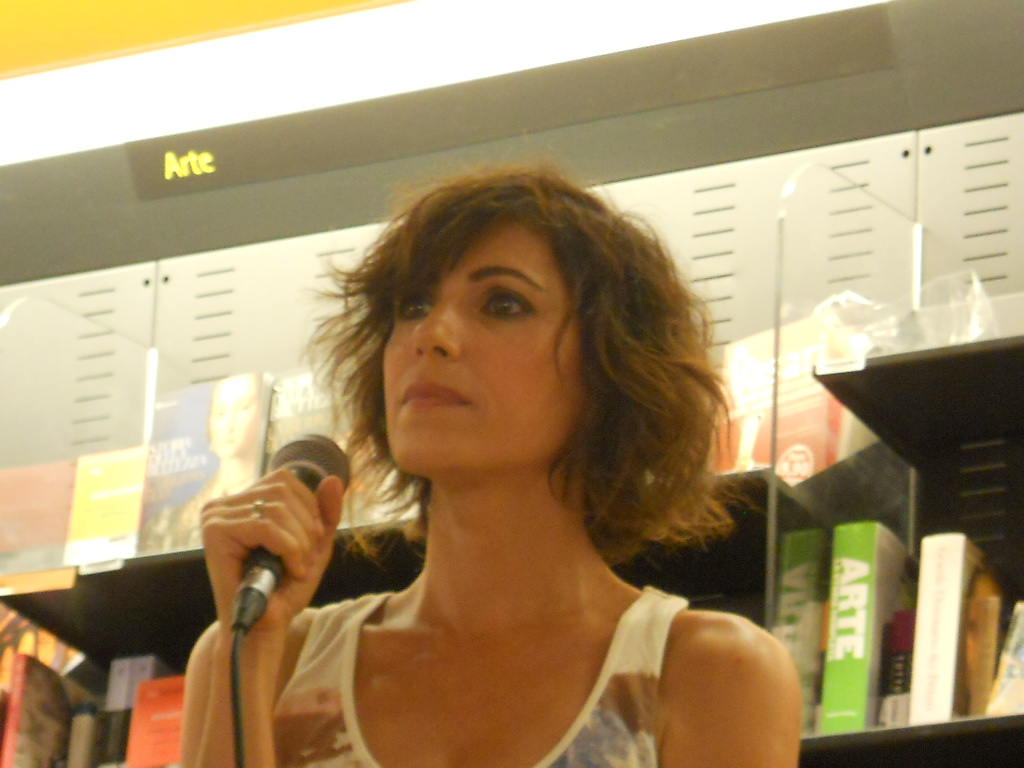
Giorgia Todrani

Giorgia Todrani (Roma, 26 de abril de 1971) é uma cantora, compositora, atriz, apresentadora de rádio e produtora musical italiana.

## Discografia
- 1994 - Giorgia
- 1995 - Come Thelma & Louise
- 1996 - Strano il mio destino (Live & studio 95/96)
- 1997 - Mangio troppa cioccolata
- 1999 - Girasole
- 2001 - Senza ali
- 2002 - Greatest Hits - Le cose non vanno mai come credi
- 2003 - Ladra di vento
- 2005 - MTV Unplugged
- 2007 - Stonata
- 2008 - Spirito libero - Viaggi di voce 1992-2008
- 2011 - Dietro le apparenze
- 2013 - Senza paura
- 2016 - Oronero
- 2018 - Pop Heart